# MOTHER (LUNA SEA專輯)
《MOTHER》是由日本樂團月之海所發行的第4張錄音專輯，於1994年10月26日發行。

## 曲目
全作詞、作曲及編曲：LUNA SEA
1. LOVELESS

原曲：SUGIZO 
自1995年的「Lunatic Tokyo」起，本曲在許多演唱會中作為開場曲目。現場演出時，SUGIZO固定以ESP的signature特製三頸吉他演奏[1]，而INORAN則以12弦木吉他演奏。
2. ROSIER
第三張單曲，原曲和歌曲中段的英文詞均由J所編寫。現場表演時，由J唱完英語歌詞後，慣例會將麥克風架拋向舞台後方。
3. Face to Face

原曲：INORAN
歌曲以鑼聲展開前奏；旋律帶有低沈的哥德搖滾曲風。
4. Civilize
原曲：Sugizo。
整首編曲的結構前後互相對稱。
5. GENESIS OF MIND ～夢の彼方へ～

原曲：SUGIZO。

歌曲描述對逝去之人的思念。在本曲的製作期間，正遇RYUICHI前樂隊Slaughter的鼓手，以及其他成員的親友去世等噩耗。
多數演唱會中常出現的曲目之一。現場表演中，SUGIZO同樣以三頸吉他演奏，而小提琴的部分在現場表演時改以吉他代替。歌曲長度超過8分鐘。
6. AURORA

原曲：SUGIZO。
7. IN FUTURE
原曲：J。
8. FAKE
原曲：INORAN
9. TRUE BLUE
原曲：J。

為同年發行之第四張單曲；樂團首次獲得Oricon排行榜冠軍的單曲作品。
1. MOTHER
原曲：INORAN

主要旋律以木吉他構成，搭配SUGIZO的小提琴演奏的抒情曲。專輯收錄版本與之後發行的單曲版在結尾部份稍有不同。